# 2017年朝鲜导弹试验
2017年朝鲜导弹试验，代指朝鲜民主主义人民共和国在2017年进行的多次弹道导弹试验。朝鲜人民军首度展現了洲際打擊能力，多次試射中，部分飛彈的射高超過2000公里，估算以常規彈道發射的話，該國的飛彈射程可達6000公里以上。引發2017-18年朝鮮危機。

## 4月
4月4日，朝鲜发射了一枚中程弹道导弹，最后落入日本海。导弹发射的前一天，朝鲜民主主义人民共和国刚刚举行完对建国领导人金日成的纪念活动。美国国务卿雷克斯·蒂勒森回应称，美国对朝鲜的姿态没有改变，不会发表更多评论。
4月16日，朝鲜发射一枚KN-15中程弹道导弹，但根据美军和大韓民國國軍消息，这枚导弹几乎是在发射同时即告失败。美国国家安全顾问H·R·麦克马斯特称，作为可选回应的“所有选项都已摆在桌上”。
4月29日清晨，朝鲜在平安南道北仓郡发射一枚导弹，升空后不久就告失败，美国太平洋司令部称导弹没有离开朝鲜领空。此次发射几小时前，联合国安全理事会刚刚对朝鲜的导弹和核试验行为再次表达谴责。美国总统唐纳德·特朗普称朝鲜这一行动是对中国的不敬。

## 5月
5月14日，朝鲜又一次进行弹道导弹试射。导弹飞行了30分钟，水平飞行距离700 km（430 mi），最高飞行高度为2,000 km（1,200 mi）。

## 6月
2017年6月8日，朝鲜在港口城市元山市附近的东部海岸发射了4枚反舰导弹。

## 7月
2017年7月4日，朝鲜测试了一枚洲际弹道导弹，飞行约40分钟后落入距发射地点930 km（580 mi）远的日本海水域。这枚导弹名为火星14，试射中的最高飞行高度为2,802 km（1,741 mi）。据估计，该导弹在常规轨道的最大射程为6,700 km（4,200 mi），虽然不能到达美国本土，但已可攻击阿拉斯加州的任意位置。试射引发联合国安理会紧急磋商。
7月28日，朝鲜从慈江道再发射一枚弹道导弹，最高飞行高度为3,000 km（1,900 mi）。詹姆斯·马丁防扩散研究中心的研究员杰弗里·刘易斯根据导弹的45分钟航程，推算其射程可能有10,000千米，从而可能能够打击美国一些主要城市，如丹佛和芝加哥。这是朝鲜在2017年进行的第14次导弹试验。

## 8月
8月26日，朝鲜在江原道一地点发射3枚短程导弹，其中一枚似乎很快就发生爆炸，另外两枚继续向东北方向飞行，最后落入250 km（160 mi）开外的日本海水域。
日本时间8月29日6时左右，北韓從平壤的順安區發射長程導彈。該試射為北韓導彈首次飛越日本領土，穿過北海道南部上空後，在約45分後落在襟裳岬以東約1,180 km（730 mi）的太平洋海域。

## 9月
日本時間9月15日6時57分左右，北韓從平壤的順安區發射了一枚飛越日本北部的導彈，飛行路徑與8月29日的試射類似，在約20分後落在襟裳岬以東約2,200 km（1,400 mi）的太平洋海域。

## 11月
北京时间11月29日凌晨，朝鲜再次发射一枚弹道导弹，也是性能最出色的一款，名為“火星15”，最大高度達到4475公里，导弹最后落入950公里外的日本海。美國夏威夷州啟動了冷戰後首次的核攻擊警報警笛系統測試。